# Megasema stupens
Megasema stupens là một loài bướm đêm trong họ Noctuidae.